# Zamia tridentata
Zamia tridentata là một loài thực vật hạt trần trong họ Zamiaceae. Loài này được Willd. mô tả khoa học đầu tiên năm 1806.